# Mystère et Boules de poils
Pour plus de détails, voir Fiche technique et Distribution.
Mystère et Boules de poils (titre original : Prest-O Change-O) (1939) est un cartoon réalisé par Chuck Jones et mettant en scène le prototype embryonnaire de Bugs Bunny (sous la forme d'un petit lapin blanchâtre). C'est le seul cartoon du domaine public avec ce personnage.

## Synopsis

Dans cet épisode, le pré-prototype de Bugs est un lapin domestique d'un personnage évoqué mais absent à l'écran, nommé Sham-Fu le Magicien. Deux chiens, fuyant la fourrière locale, entrent dans la maison du magicien qui s'est absenté. Après que le plus petit passe une porte, cette dernière s'enfonce dans le sol jusqu'à disparaître. Le grand chien, distrait, se cogne contre le mur. Il découvre un lapin qui sort d'une redingote accrochée à un porte-manteau. Le lapin s'amuse à lui jouer des tours de magie qui le fait enrager, comme faire apparaître une cruche et la lui faire tomber sur la tête, ou le faire pincer la truffe par un homard. Le petit chien blanc, lui, est intrigué puis se bat contre la corde ensorcelée (en) sortie d'un panier indou magique. Le premier chien retrouve le lapin caché dans un vase. Il le voit se transformer en plante verte qui se couvre de fleurs. Le chien attrape le lapin blanc. Mais le lapin l'embrasse et se fait disparaître lui-même. Le petit chien blanc poursuit la corde magique en imitant sa reptation. La corde animée rejoint le coffre de Sham-Fu ; grâce à une baguette du magicien, elle fait apparaître une potiche qui tombe sur le chien, puis un pot qui fait couler de l'eau sur lui et enfin recouvre la tête du chien. Le pot se brise à côté de l'animal, mais la corde utilise la baguette pour transformer les débris en un vol de petits oiseaux. Le chien s'attaque à la baguette, et en la disputant à la corde, il l'avale tout entière. Il fait sortir de sa gueule des oiseaux puis des bulles et des ballons à chacun de ses hoquets. Le lapin réapparaît en se « versant » depuis une cruche en suspension dans l'air. Il continue ses tours de magie avec le chien : il escamote un foulard, puis lui-même (on ne voit plus que ses gants), et sort un autre foulard de l'oreille du chien. Il le présente devant le chien étonné, le retourne. L'autre face du foulard représente le lapin assis dans un fauteuil. Soudain, le lapin dessiné devient le vrai lapin et pince la truffe du chien. Le lapin se sauve. Il claque la porte à la truffe du chien, chien qui essaye d'ouvrir la porte ornée de panneaux. À chaque tentative du chien pour forcer la porte, le lapin surgit d'un des panneaux, qui devient pour l'occasion un tiroir. Pendant que le petit chien devient lui-même un ballon qui se dégonfle brutalement, le gros chien tape comme un fou contre la porte. Le lapin, croyant être débarrassé des deux animaux, s'en va. Mais le petit chien en plein « dégonflage » atterrit sur lui. Le lapin se retrouve ficelé dans la corde magique. Le grand chien le met alors dans une succession de coffres gigognes. Mais le lapin revient par la bulle que laisse échapper le petit chien. Il menace l'autre chien avec un fusil à bouchon, et tire. Il essaye de disparaître à nouveau, mais le grand chien l'en empêche (il le « déplie ») puis d'un coup poing, l'envoie valser à travers les objets de la pièce. Le lapin assommé se retrouve dans le bocal du poisson et coiffé d'un abat-jour.

## Fiche technique
- Titre : Mystère et Boules de poils
- Titre original :
- Réalisation : Chuck Jones (comme Charles Jones)
- Scénario : Rich Hogan (non crédité)
- Montage et éditeur des effets de son : Treg Brown (non crédité)
- Musique originale : Carl W. Stalling
- Producteur : Leon Schlesinger
- Société de production : Leon Schlesinger Studios
- Société de distribution : Warner Bros. Pictures  (1939) (cinéma) (États-Unis)
- Pays d'origine :   États-Unis
- Langue de tournage : Anglais américain
- Format : Couleur (Technicolor) — 35 mm — 1,37:1 — Son : Mono
- Genre : Comédie
- Durée : 7 minutes
- Dates de sortie :
  -  États-Unis : 25 mars 1939

## Animateurs
- Rudy Larriva
- Ken Harris  (non crédité)
- Robert McKimson  (non crédité)

## Orchestration
- Carl W. Stalling,  directeur musical
- Milt Franklyn,  chef d'orchestre (non crédité)

## Musiques
- The Umbrella Man (1938) (non créditée), musique par Vincent Rose et Larry Stock, jouée comme thème du lapin, tout au long du cartoon.
- Black Coffee (1935) (non créditée), musique écrite par Al Hoffman, Maurice Sigler et Al Goodhart. Elle est jouée durant la scène qui suit le moment où le pot chute sur la tête du chien.

## Sortie vidéo
- Le cartoon est disponible dans le second disque de la collection DVD Looney Tunes Platinum Collection: Volume deux[3]